# Phlyctaenachlamys lysiosquillina
Phlyctaenachlamys lysiosquillina is een tweekleppigensoort uit de familie van de Galeommatidae. De wetenschappelijke naam van de soort is voor het eerst geldig gepubliceerd in 1939 door Popham.